# Osobjava
Osobjava je malá vesnice v opčině Janjina v Chorvatsku, v Dubrovnicko-neretvanské župě. V roce 2001 žilo v obci 37 obyvatel. Vesnice se rozkládá na severním pobřeží poloostrova Pelješac, severozápadně od Janjiny. Místními částmi obce jsou Kudinovići a Bezekovići.

## Pamětihodnosti
Osobjava patří mezi nejstarší sídla na poloostrově, s výjimkou Stonu.

## Galerie

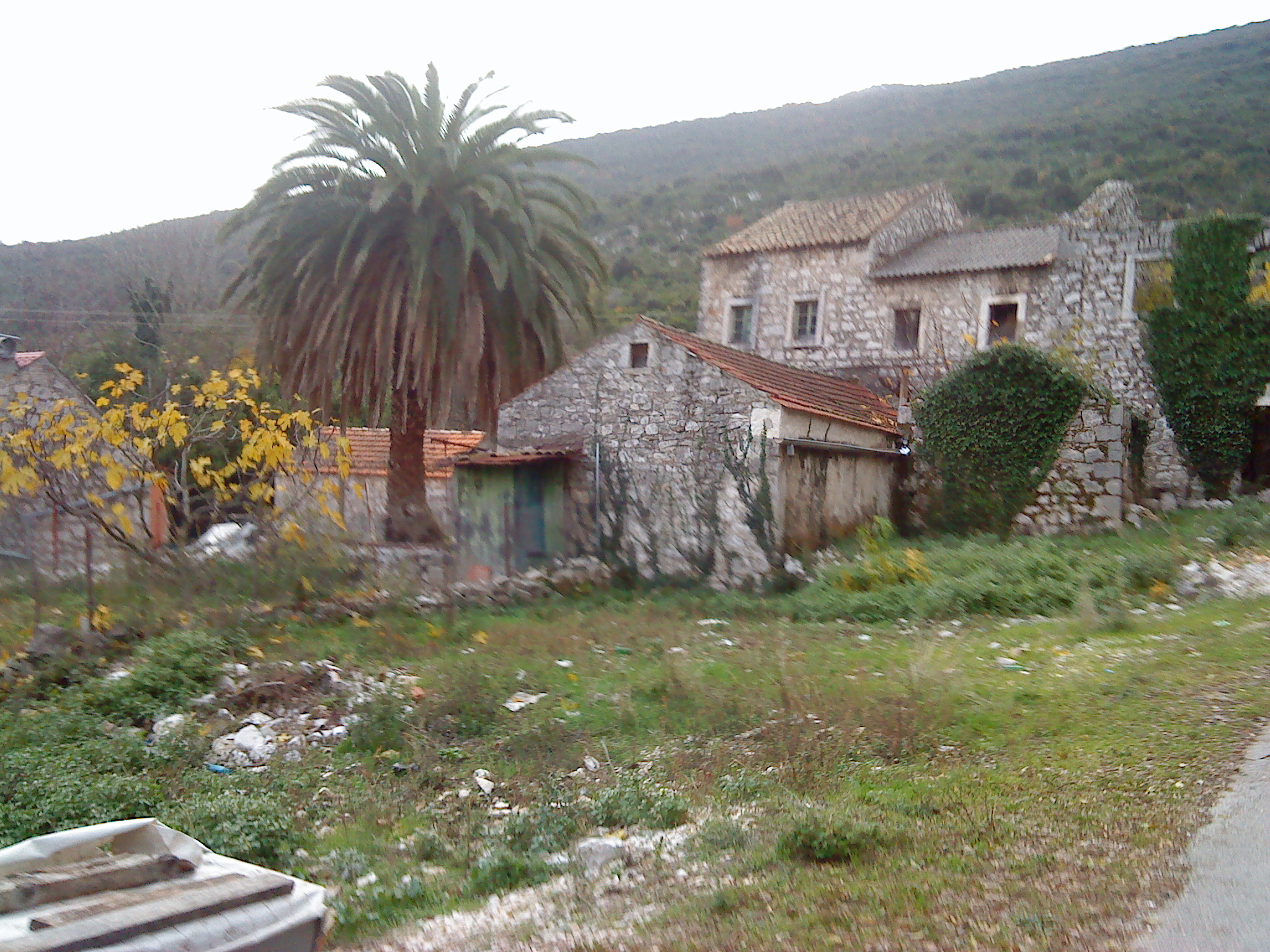
Osobjava
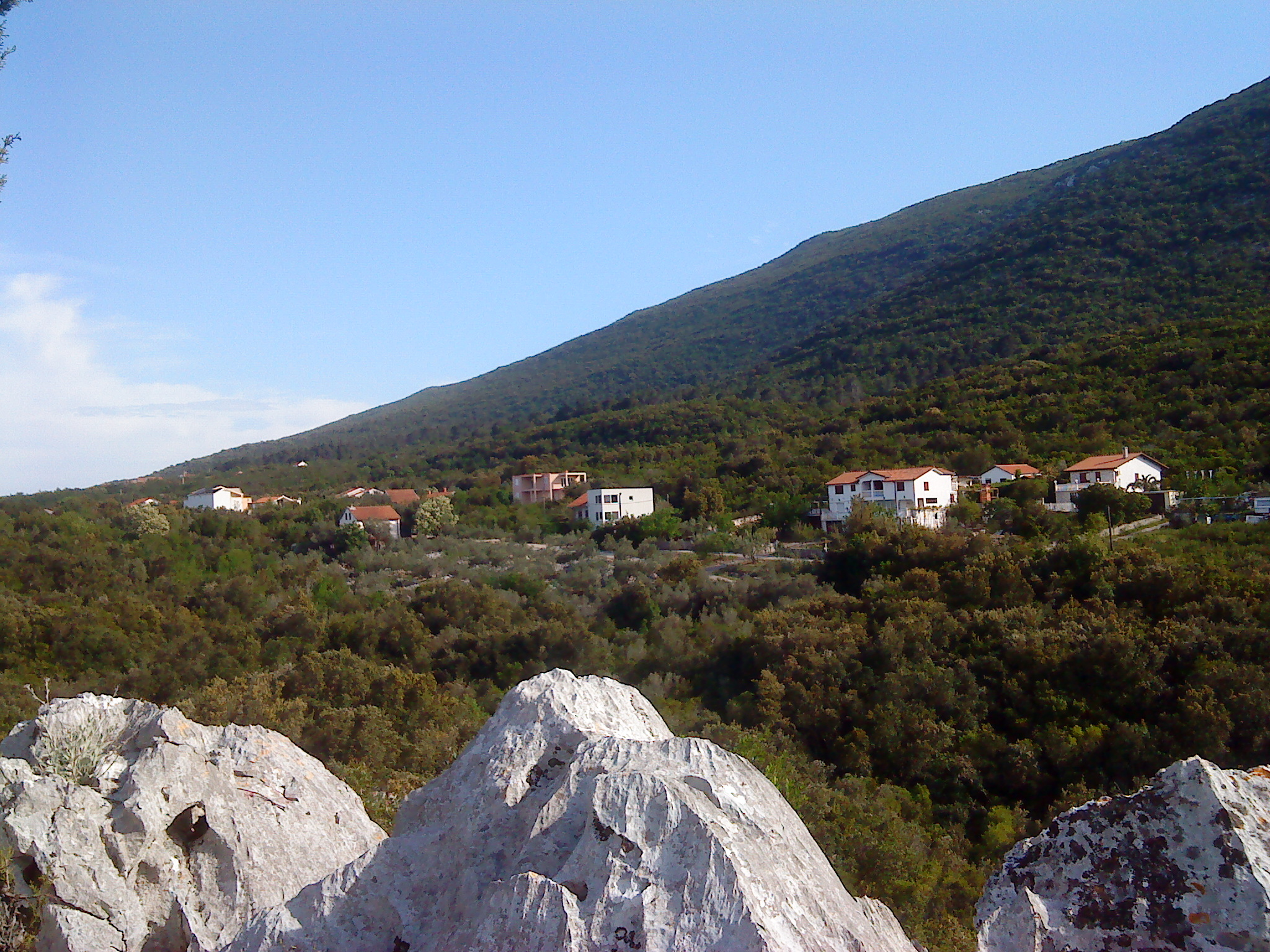
Osobjava
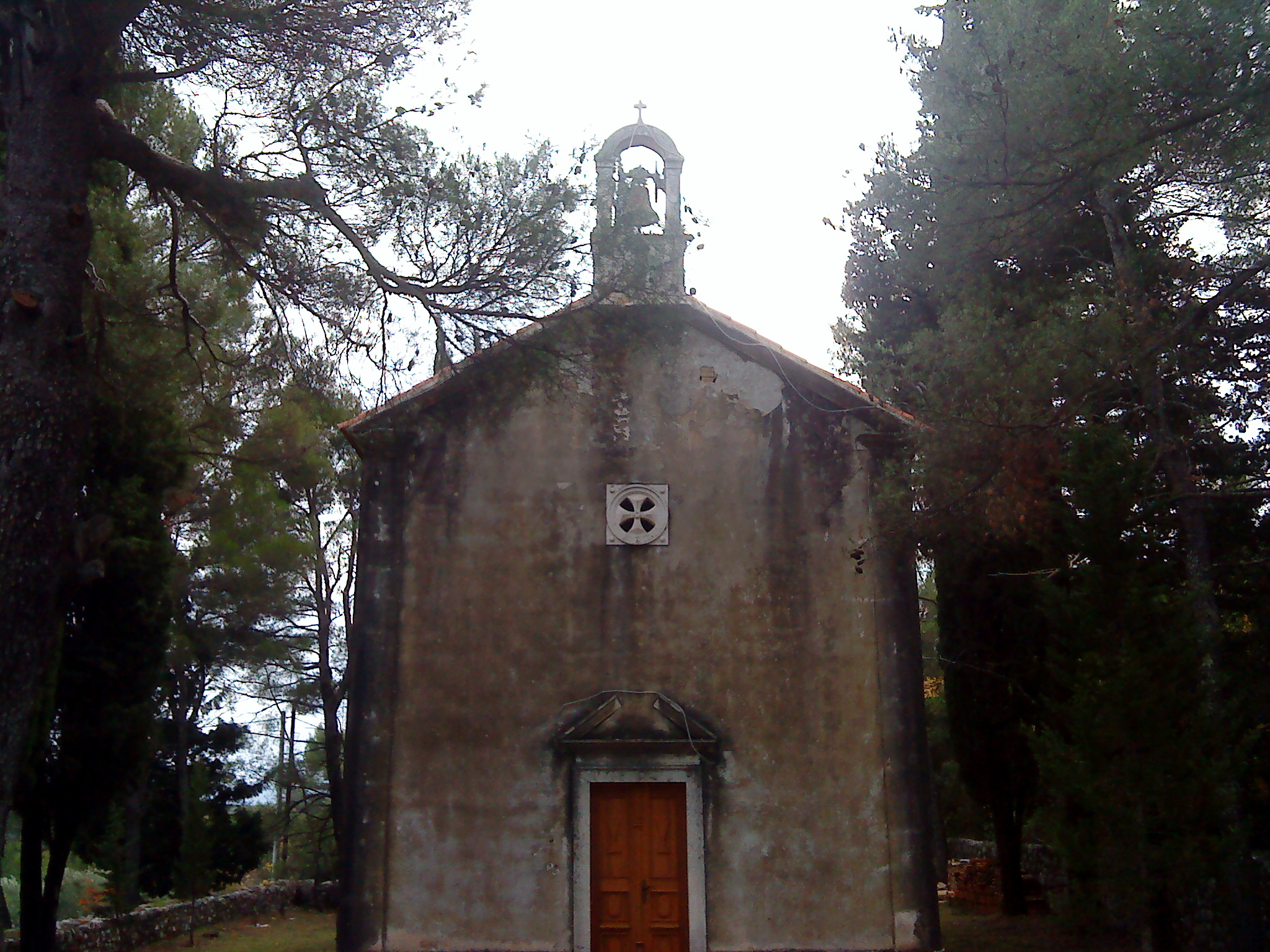
Crkva Gospe od Zdravlja
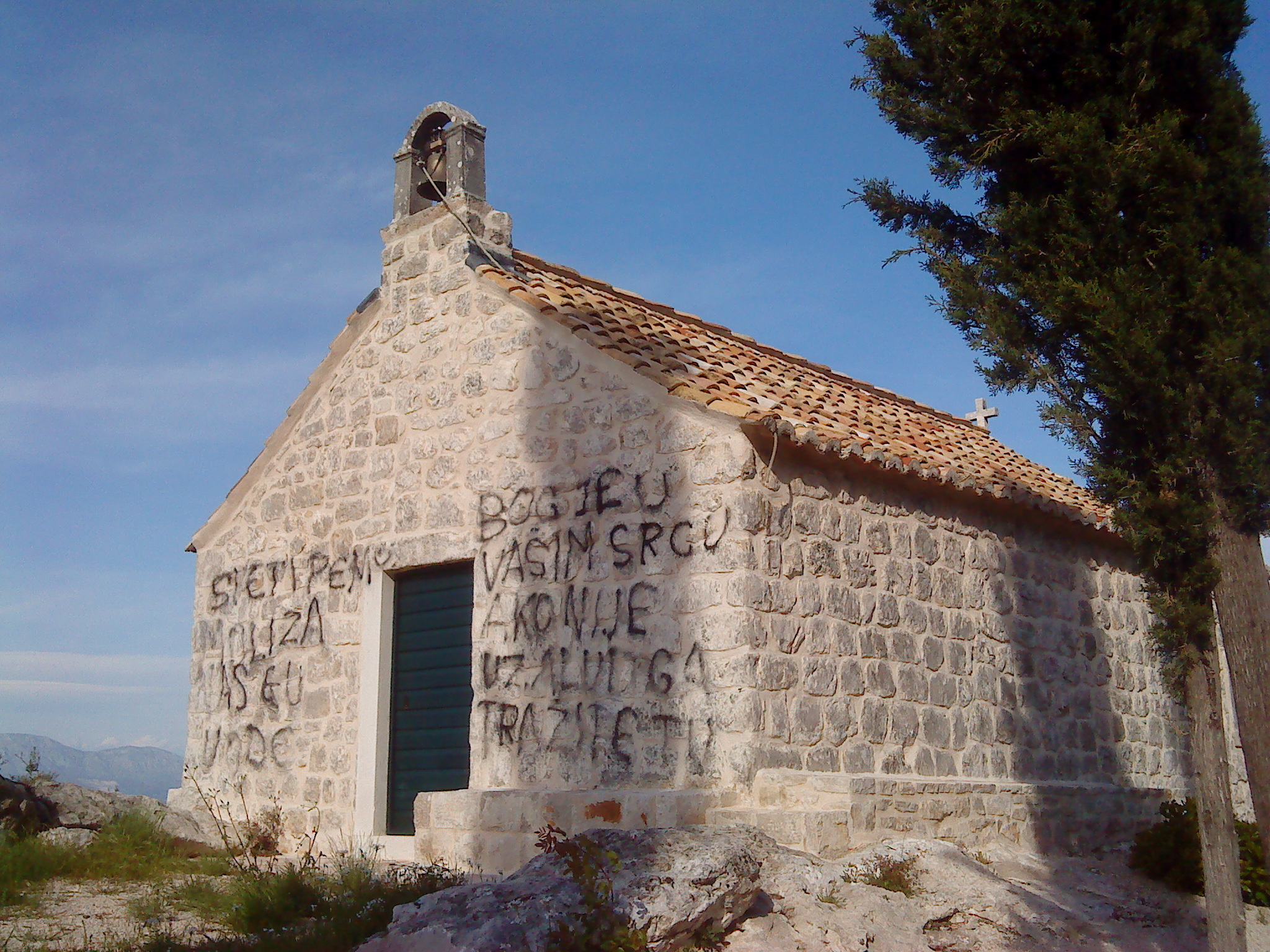
Kostel sv. Jana
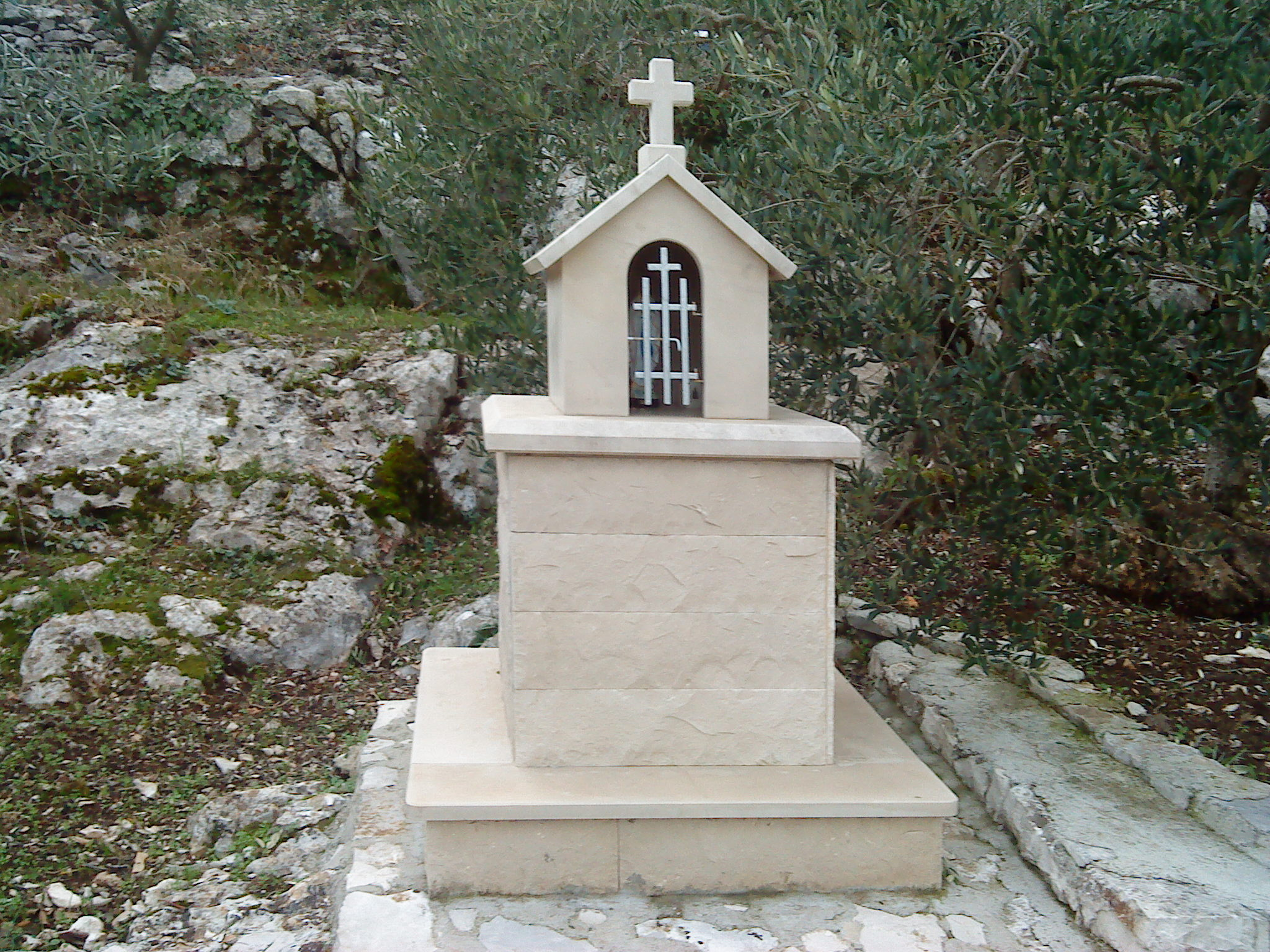
Kaplička Panny Marie